# Butler County, Iowa
Butler County är ett administrativt område i delstaten Iowa, USA. Vid folkräkningen 2010 var invånarna 14 867 till antalet. Den administrativa huvudorten (county seat) är Allison. Countyt har fått sitt namn efter William Orlando Butler.

## Geografi
Enligt United States Census Bureau så har countyt en total area på 1 507 km². 1 504 km² av den arean är land och 3 km² är vatten. 

### Angränsande countyn
- Floyd County - nord
- Bremer County - öst
- Black Hawk County - sydost
- Grundy County - syd
- Franklin County - väst
- Chickasaw County - nordost
- Cerro Gordo County - nordväst
- Hardin County - sydväst